# 成島稼堂
成島 稼堂（なるしま かどう、享和2年（1802年） - 嘉永6年11月11日（1853年12月11日））は、江戸時代の儒学者。諱は良譲。字は倹卿。号は筑山・稼堂・秋榭。通称は桓吉、後に桓之助。

## 経歴
江戸幕府奥医師杉本宗春院の子に生まれ、成島東岳（成島司直）の養子となる。養父とともに幕府奥儒者を務め、『後鑑』の編纂や『御実紀』副本作成を行った他、『南山史』『列国譜』『堀河百首』（和歌集）などを著した。天保の改革の挫折後に父とともに一時失脚するが、『御実紀』副本作成などが評価されて、嘉永4年（1851年）に奥儒者に復している。父に先立って没し、子の成島柳北（養子説もある）が後を継いだ。墓所は雑司ヶ谷霊園。